# Anthurium subcoerulescens
Anthurium subcoerulescens là một loài thực vật]] thuộc họ Araceae đặc hữu của Ecuador hiện đang bị đe dọa vì mất môi trường sống. Môi trường sống tự nhiên của chúng là rừng ẩm vùng đất thấp nhiệt đới hoặc cận nhiệt đới và vùng núi ẩm nhiệt đới hoặc cận nhiệt đới.